# Martinfeld
Martinfeld is een dorp in de Duitse gemeente Schimberg in Thüringen. De gemeente maakt deel uit van het Landkreis Eichsfeld.  Martinfeld wordt voor het eerst vermeld in een oorkonde uit 1071. Samen met vijf andere gemeenten fuseerde het dorp in 1997 tot de gemeente Schimberg.

## Slot

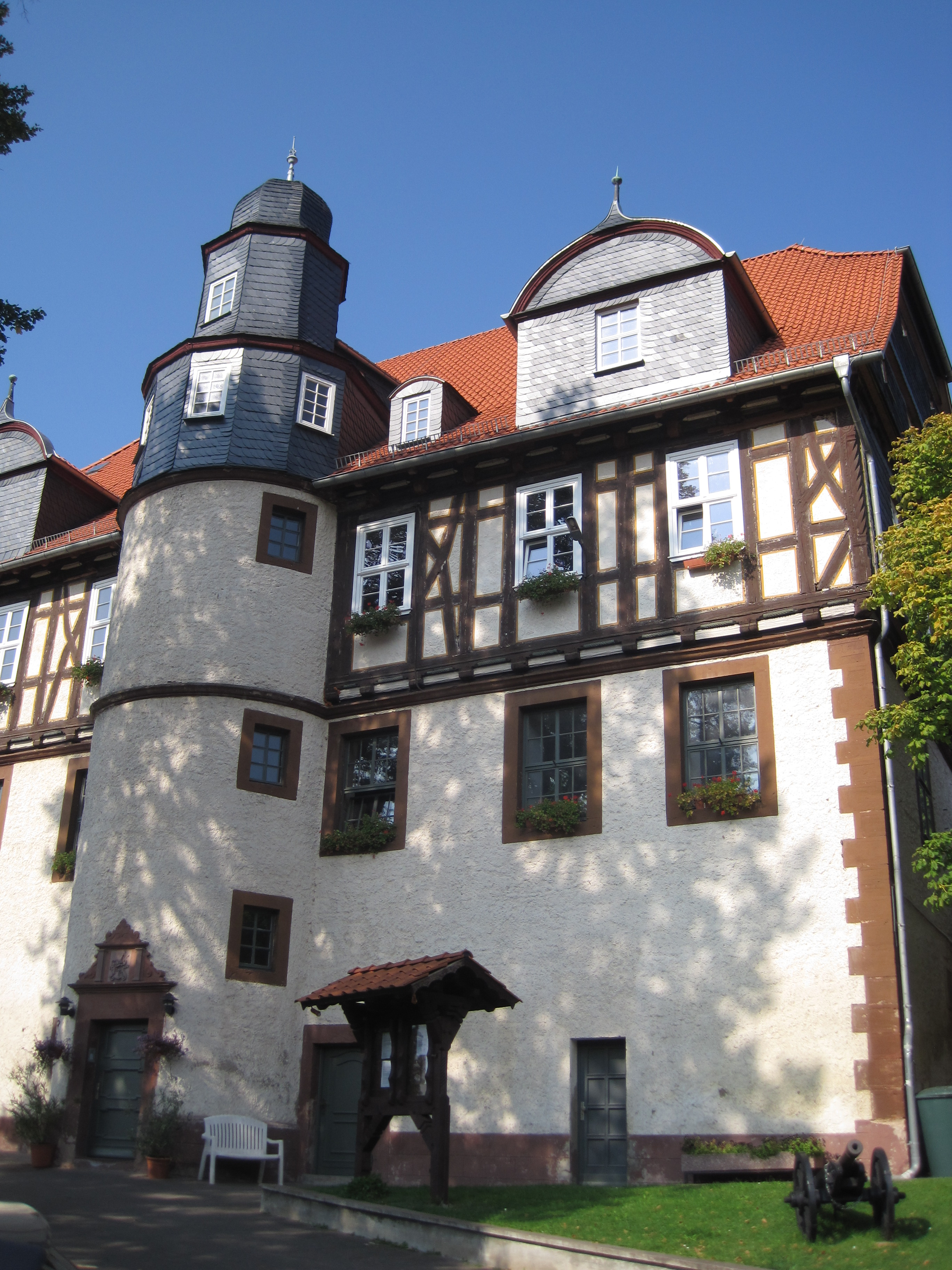
Slot Martinfeld

Het kleine dorp wordt gedomineerd door het Slot Martinfeld dat werd gebouwd in 1611 door de adellijke familie von Bodungen die sinds 1518 in het dorp gevestigd was. Het bleef tot 1976 in de familie.